# Dejan Polovina
Dejan Polovina (22 febbraio 1991) è un giocatore di football americano serbo, che gioca nel ruolo di wide receiver per i Novi Sad Wild Dogs.